# アフリカン・カンフー・ナチス
『アフリカン・カンフー・ナチス』（原題：African Kung-Fu Nazis）は、2021年に公開されたガーナ・ドイツ・日本合作の映画。R-15指定。セバスチャン・スタイン、サミュエル・K・ンカンサ（ニンジャマン）共同監督。

## 概要
2020年にAmazon Prime Videoにて配信され、2021年6月12日に全国での劇場公開がされた。
2022年3月4日にDVD/Blu-rayが発売。同日にU-NEXTでの配信、Amazon Prime Videoでの再配信が開始された。

## ストーリー
第二次世界大戦後、アドルフ・ヒトラーと東條英機は潜水艦に乗ってガーナに亡命し生き延びていた。彼らは現地人を洗脳し、ガーナアーリア人として一大勢力とする。
カンフー・影蛇拳の使い手であるアデーは、ガーナアーリア人の道場破りによりカンフーの師匠を殺され、恋人もヒトラーに奪われ復讐を誓う。

## 登場人物
アデー
クマシでカンフー・影蛇拳を学ぶ青年。ヒトラー率いるガーナアーリア人に道場を潰され、右手の薬指と小指、そして恋人のエヴァも奪われたことで復讐を誓う。
アドルフ・ヒトラー
第二次大戦後、ガーナに亡命していたアドルフ・ヒトラーその人。その弁舌は健在。
東條英機
第二次大戦後、ガーナに亡命していた東條英機その人。カラテの達人であり、武術トーナメントでは行司を務める。
ヘルマン・ゲーリング
ヒトラーと共にガーナに亡命したヘルマン・ゲーリングその人（キャストに白人が足りず、演じているのは黒人）。鋼輪拳の使い手であり、その実力は東條に次ぐ。
エヴァ
町一番の美女で、アデーの恋人。カンフーに入れ込むあまり就職しないアデーに不満を持っている。ヒトラーに洗脳されている間は「エヴァ・ブラウン黒人バージョン」と称されている。
アカンテ
アデーの親友であり、影蛇拳随一の使い手の青年。ヒトラーに殺された師匠の復讐のため、武術トーナメントに挑む。

## キャスト
| 役名                     | 俳優                             | 日本語吹替             |
| ------------------------ | -------------------------------- | ---------------------- |
| アデー                   | エリーシャ・オキエレ             | 水島裕                 |
| アドルフ・ヒトラー       | セバスチャン・スタイン           | セバスチャン・スタイン |
| 東條英機                 | 秋元義人                         | 秋元義人               |
| ゲーリング               | マルスエル・ホッペ               | 天龍源一郎             |
| エヴァ                   | ンケチ・チネドゥ                 | 花瀬あさみ             |
| アカンテ                 | ウォーカー・ベントル・ボアテング | 亀山貴也               |
| アドンコマン             | アドンコマン                     | まけいぬ               |
| ビッグ・ブラック・ガール | アマンダ・アチアー               | 天職ゆい               |
| 影蛇拳の師匠             | アンドリュース・メンサー         | 石狩勇気               |
| ナレーター               |                                  | 上坂すみれ             |

セバスチャン・スタイン監督自らヒトラー役を務めた他、スタインと交流のある一般人・秋元義人が「便利屋稼業の一環」で東條英機を演じた。エヴァ役のンケチ・チネドゥはプロデューサーマンことダニエル・アカンテのテレビ番組にレギュラー出演していた伝手でナイジェリアから本作に出演。その他の俳優はニンジャマン作品の常連キャストを中心に集められた。主人公・アデー役のエリーシャ・オキエレはジャック・アニーデンのアーティスト名で音楽活動も行っており、作中の楽曲をいくつか提供した他、所属グループのメンバーであるウォーカー・ベントル・ボアテングがアカンテ役として出演した。
エンドロールにのみ朝堂院大覚が出演している。パスポートが無効とされガーナへの渡航が不可能であったため、本編に朝堂院の出演シーンはない。
日本語吹替はデラックス版のDVD/Blu-ray、並びに2022年以降の配信媒体における配役。アドンコマン並びにビッグ・ブラック・ガールの吹替キャストはDVD/Blu-ray販売に際しての企画でSNS上で一般公募された。予告編のナレーションは若本規夫が担当。
因みに監督兼出演俳優のセバスチャン・スタインは一時期ドイツに出回っていたヒトラーがジャーマンテクノのDJをする「DJアドルフ」という、徹底してヒトラーをコケにするための動画を制作した人物でもあり、この動画が原因でネオナチからマークされた。

## ソフト化
アフリカン・カンフー・ナチス(デラックス版)
映画本編を収録したDVD/Blu-ray。2022年3月4日発売。
Blu-rayには通常版の他、「ガーナアーリア人専用ブルーレイBOX」と称した特典付きの初回限定生産版がリリースされており、特典の一環として監督の一人ニンジャマンが手掛けた過去作品『2016』収録のビデオCDが付属する。